# Циммерман, Херберт (журналист)
Херберт Циммерман (нем. Herbert Zimmermann; 29 ноября 1917 — 16 декабря 1966 года) — немецкий спортивный журналист и футбольный комментатор.

## Биография
Участник Второй мировой войны, капитан вермахта. Служил в 14-й танковой дивизии и был награждён Рыцарским крестом Железного креста. Командир 1-го батальона 36-го танкового полка.
После войны занялся спортивной журналистикой. Освещал матчи чемпионатов мира по футболу 1954, 1958, 1962 и 1966 годов. Наиболее известен как комментатор финала 1954 года, в котором сборная Германии победила сборную Венгрии со счётом 3:2. В историю вошёл его фрагмент комментария третьего гола:

Шефер навешивает... игра головой... выбито. Ран должен пробить из глубины... Ран бьёт! Гол! Гол! Гол! Гол! Гол Германии! Германия ведёт со счётом 3:2! Зовите меня безумцем, зовите меня сумасшедшим!
Оригинальный текст (нем.)Schäfer nach innen geflankt... Kopfball... Abgewehrt. Aus dem Hintergrund müßte Rahn schießen... Rahn schießt! Tor! Tor! Tor! Tor! Tor für Deutschland! Drei zu zwei führt Deutschland. Halten Sie mich für verrückt, halten Sie mich für übergeschnappt!

В конце игры Циммерман прокричал «Всё закончено! Всё! Всё! Германия — чемпион мира!», и это же высказывание через 12 лет в эфире Би-би-си повторил в изменённом виде «Они думают, что всё закончилось» Кеннет Вулстенхолм, описывая реакцию болельщиков сборной Англии на победу в финале 1966 года над Германией со счётом 4:2. Циммермана критиковали и за то, как он называл вратаря Тони Турека одновременно «дьявольским парнем» и «футбольным богом», и за то, что он бросался военным жаргоном в репортажах.
11 декабря 1966 года Циммерман попал в автокатастрофу и через пять суток скончался от полученных ранений.
Его племянник — Ханс-Кристиан Штрёбеле, председатель партии «Союз 90 / Зелёные». Семья Штрёбеле получила по наследству авторские права на публикацию репортажей Циммермана.

## Награды
- Нагрудный знак «За ранение» в серебре (1942)
- Железный крест
- Рыцарский крест Железного креста (5 апреля 1945)[3]